# 포항제철공업고등학교 축구부
포항제철공업고등학교 축구부(Pohang Jecheol Technical High School Football Club)는 대한민국 경상북도 포항시에 있었던 축구부이다. 포항제철공업고등학교가 운영했던 U-18 축구부이며, 1985년에 창단되었다. 포항제철공업고등학교가 마이스터 고등학교로 지정되어, 축구부 기능을 포항제철고등학교 축구부에 이관하고 2012년에 해단되었다.

## 시즌별 성적
| 시즌 | 대회                      | 참가 | 경기 | 승 | 무 | 패 | 득 | 실 | 차 | 승점 | 순위 |
| ---- | ------------------------- | ---- | ---- | -- | -- | -- | -- | -- | -- | ---- | ---- |
| 1989 | 춘계 전국고등학교축구대회 | 40   |      |    |    |    |    |    |    |      |      |

## 참고 문헌
- “KFA 통합경기정보 시스템”. 대한축구협회.

## 같이 보기
- 포항제철공업고등학교
- 포항제철고등학교 축구부